# Saint-André-de-Bâgé
Saint-André-de-Bâgé – miejscowość i gmina we Francji, w regionie Owernia-Rodan-Alpy, w departamencie Ain.

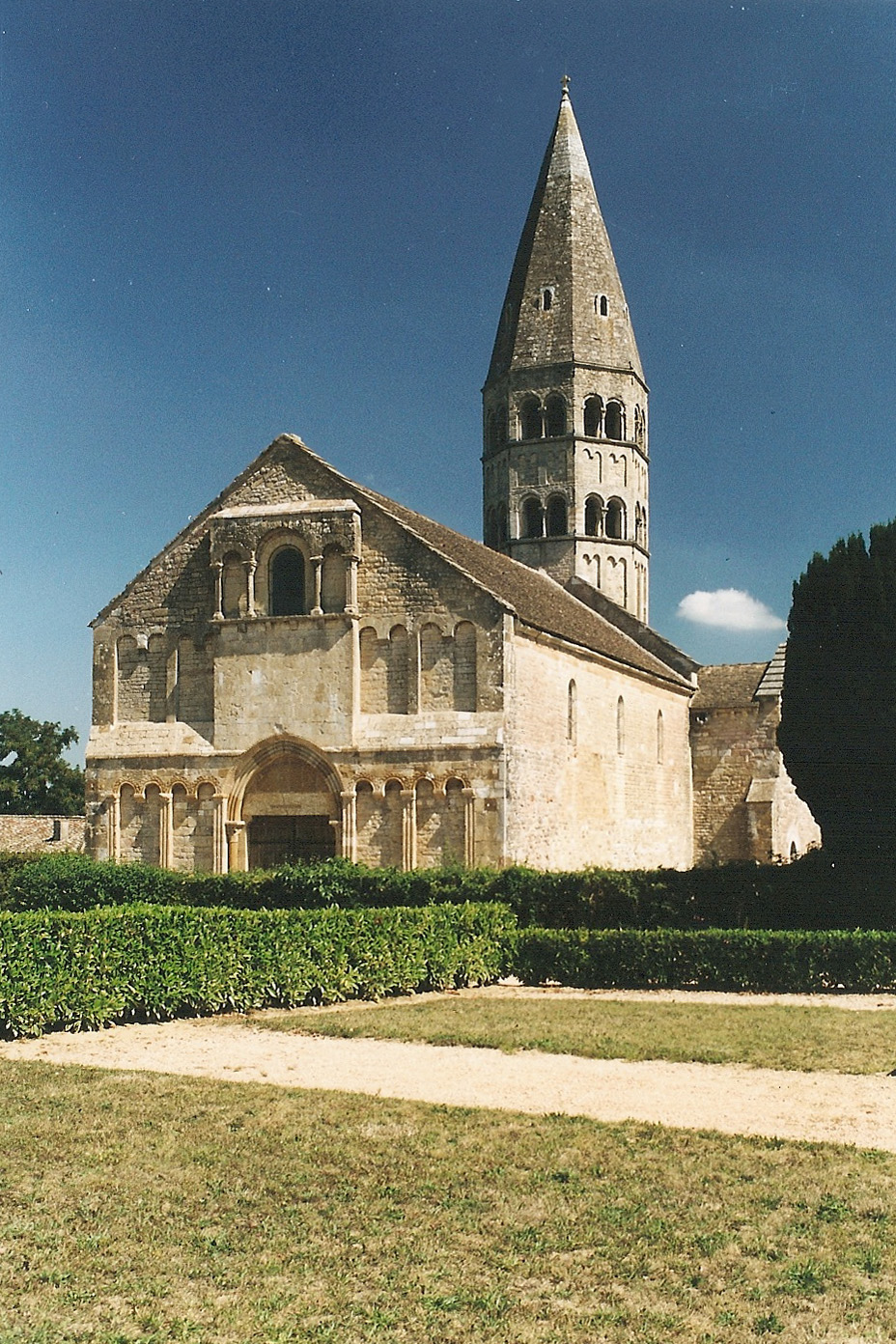
Zabytkowy romański kościół św. Andrzeja z XII wieku

## Demografia
Według danych na styczeń 2012 roku gminę zamieszkiwało 706 osób, a gęstość zaludnienia wynosiła 261,5 osób/km².